# Dynów
Dynów (německy Dünhof, Denoph) je město v Polsku v Podkarpatském vojvodství v okrese Řešov, nedaleko řeky Sanu. V roce 2024 zde žilo 5 959 obyvatel.

## Geografie

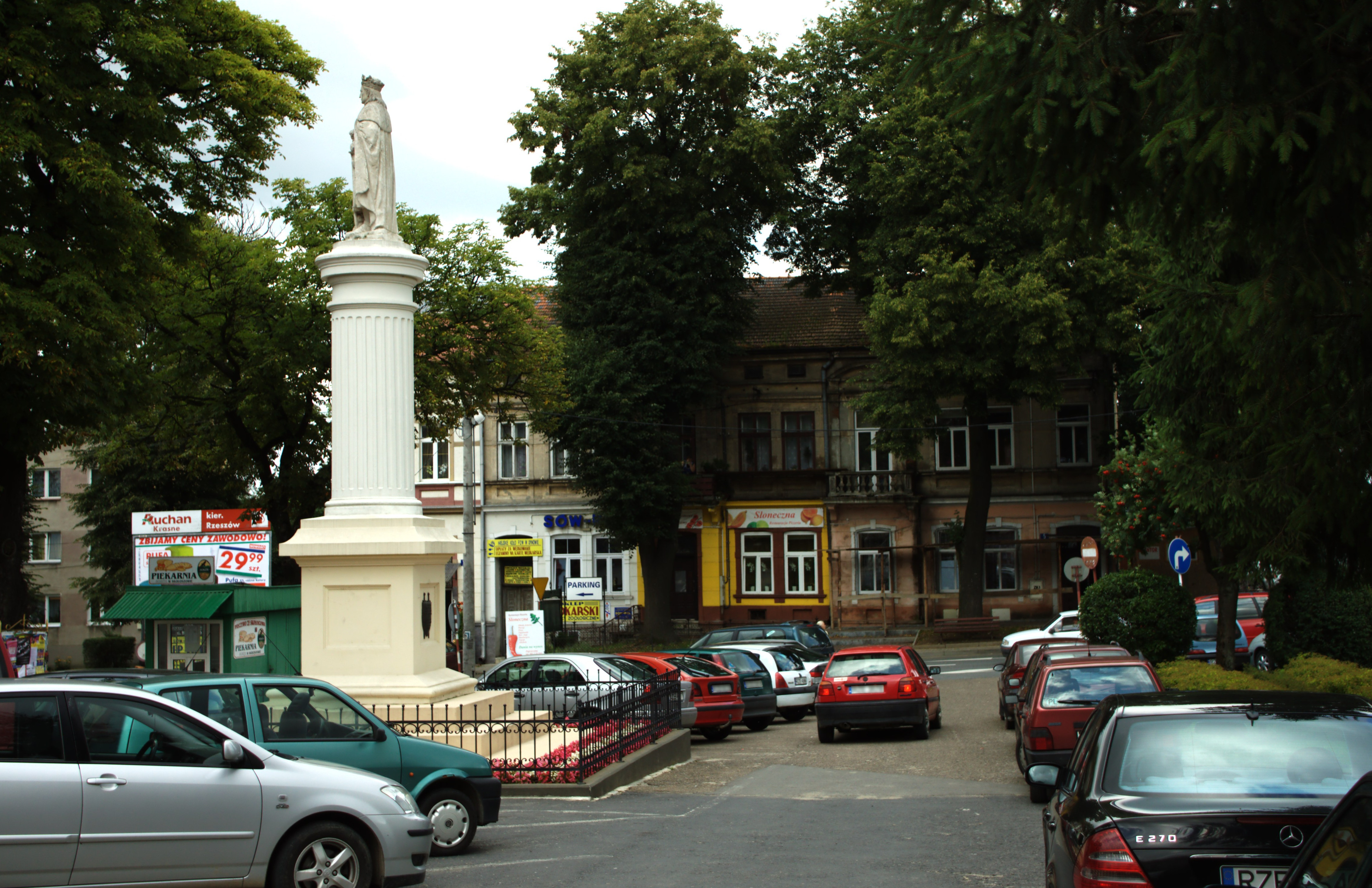
Centrum města

Město leží na jihu Polska na řece San. Řešov je odtud vzdálen asi 30 km severozápadně a Přemyšl leží asi 40 kilometrů východně od Dynówa.
Dynów se rozkládá v nadmořské výšce od 250 do 270  m n. m.

## Historie
První písemná zmínka o původní obci pochází z roku 1423. Zda mělo v té době místo městská práva není známo. V roce 1429 je Dynów, označovaný jako Denow či Denov popisován jako město podle Magdeburského práva.
V roce 1772, při prvním dělení Polska připadlo město Rakousku. V roce 1904 byl Dynów spojen s železniční sítí. Po první světové válce připadlo město nova vytvořenému Polsku ale práva města ztratilo. 13. září 1939 do města vstoupil Wehrmacht. V noci z 18. na 19. září 1939 Němci vypálili zdejší synagogu.
Krátce na to bylo při popraveno 300 až 400 zdejších Židů. Německá okupace skončila 28. července 1944. V roce 1946 obdržel Dynów opět statut města.